# Impasse Saint-Eustache
L’impasse Saint-Eustache est une voie du 1er arrondissement de Paris, en France.

## Situation et accès
Elle débute au no 3, rue Montmartre et se termine en impasse.

## Origine du nom

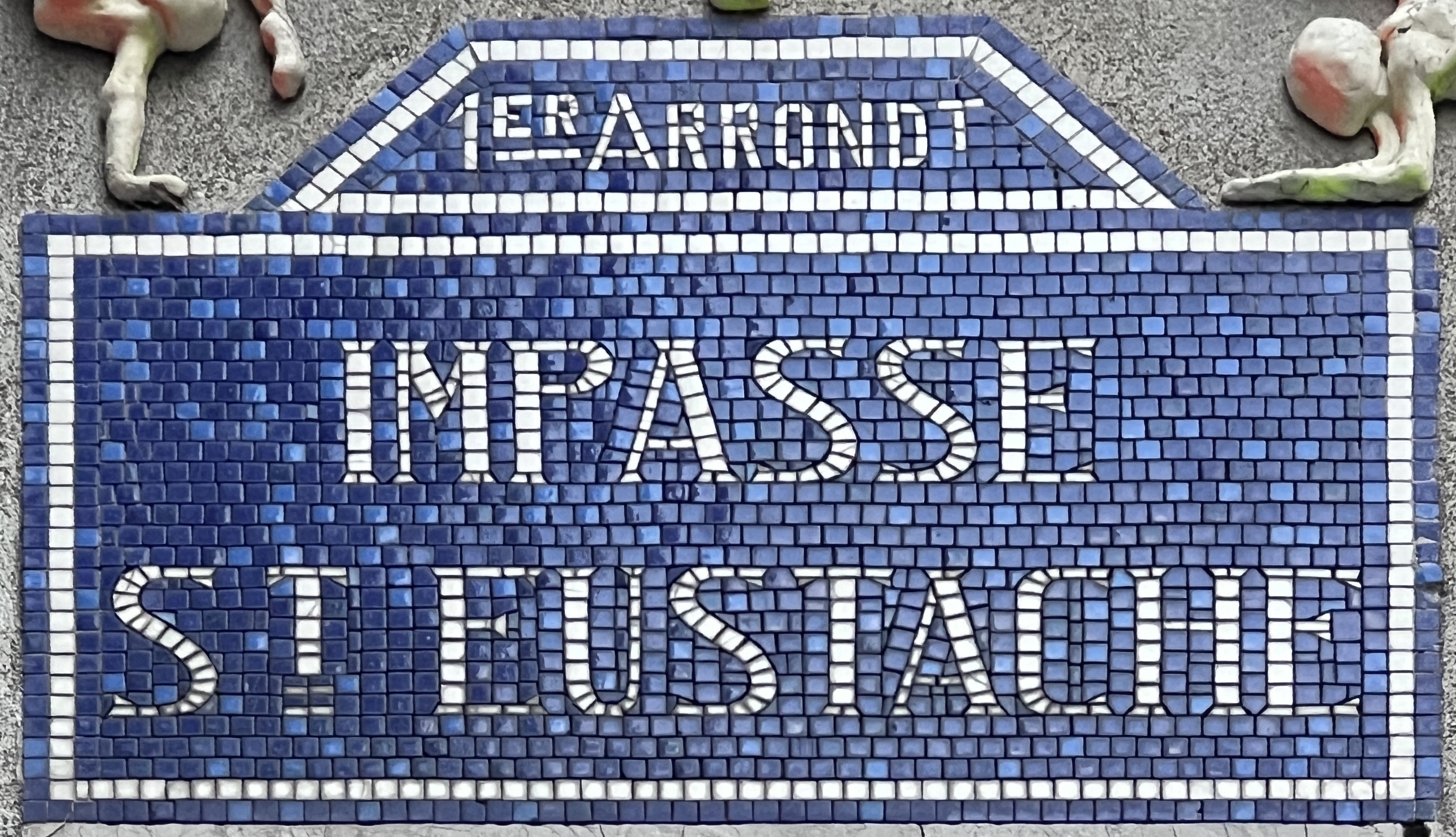
Plaque faite en mosaïque.

Elle doit son nom à l'église Saint-Eustache voisine.

## Historique
Cette impasse est créée en 1512, sous le nom de « cul-de-sac de la Croix-Neuve ».
La voie permet de rejoindre le portail nord du monument religieux. Les statues présentes sur ce portail ne sont pas d'origine : à gauche se trouve « sainte Geneviève avec son mouton, au centre saint Eustache en guerrier romain et à droite saint Denis. En deux édicules, les quatre vertus cardinales : aux voussures, trois cordons de dais sans statues ».

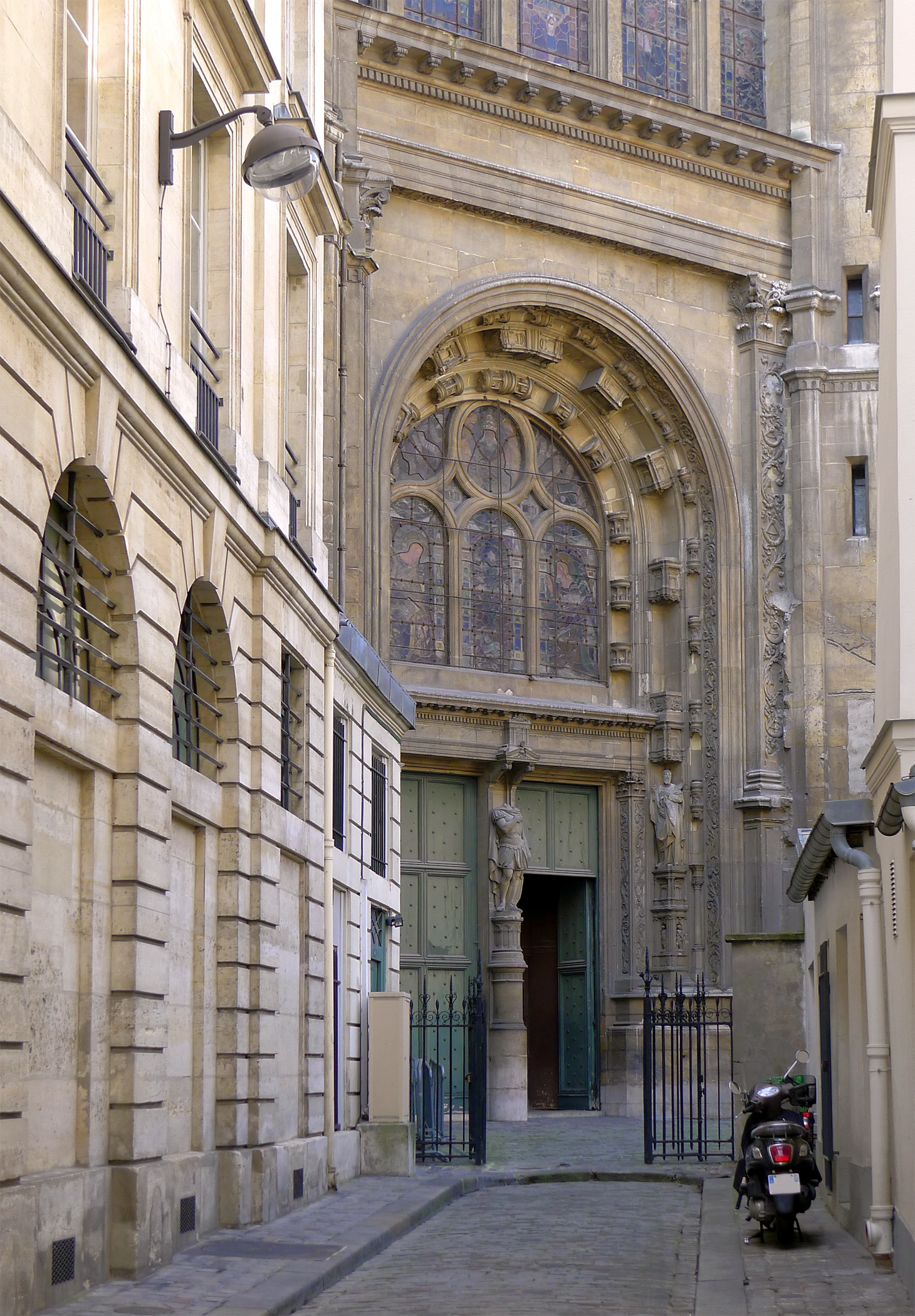
Entrée nord de l'église Saint-Eustache.
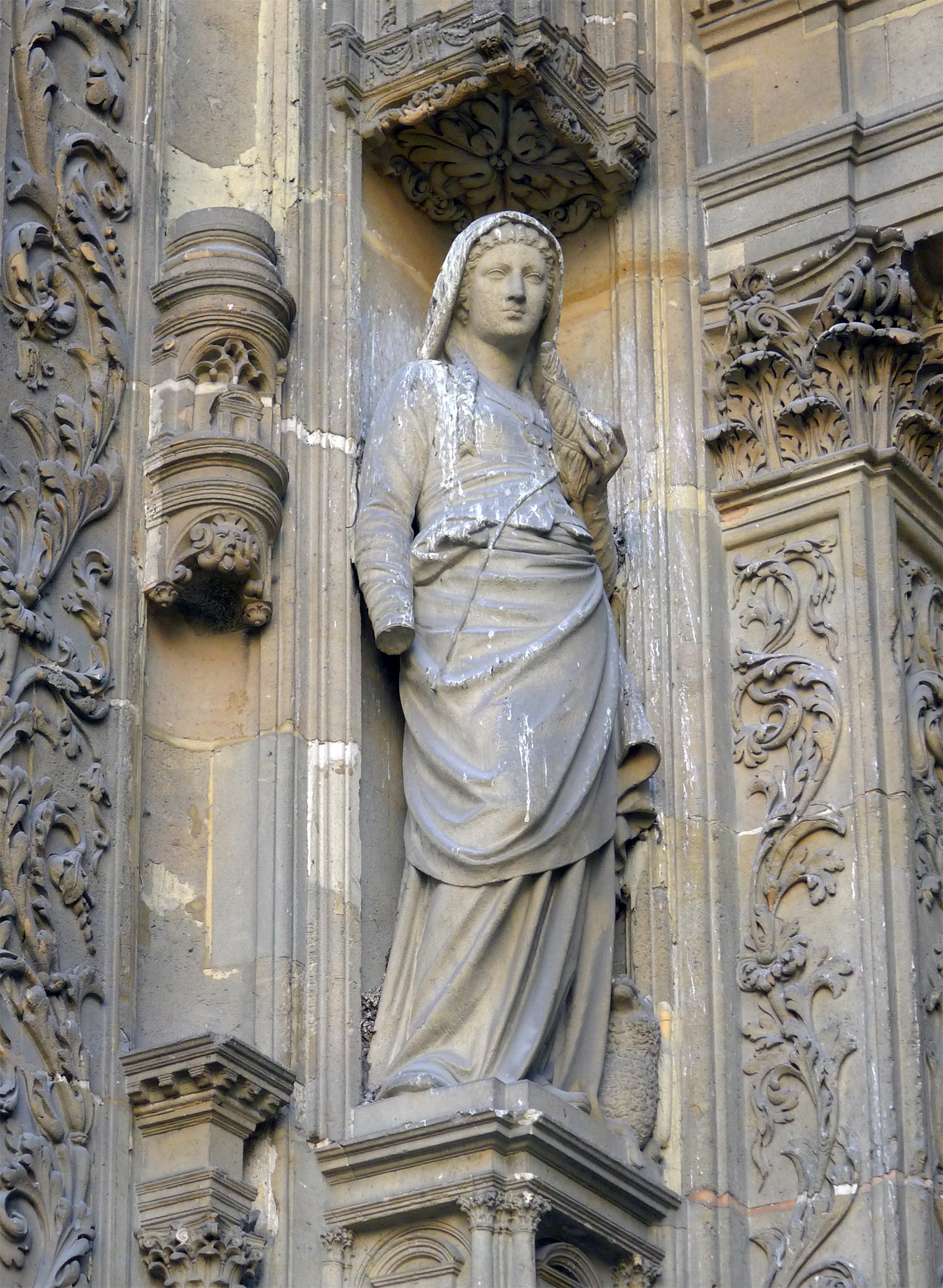
Statue de sainte Geneviève.
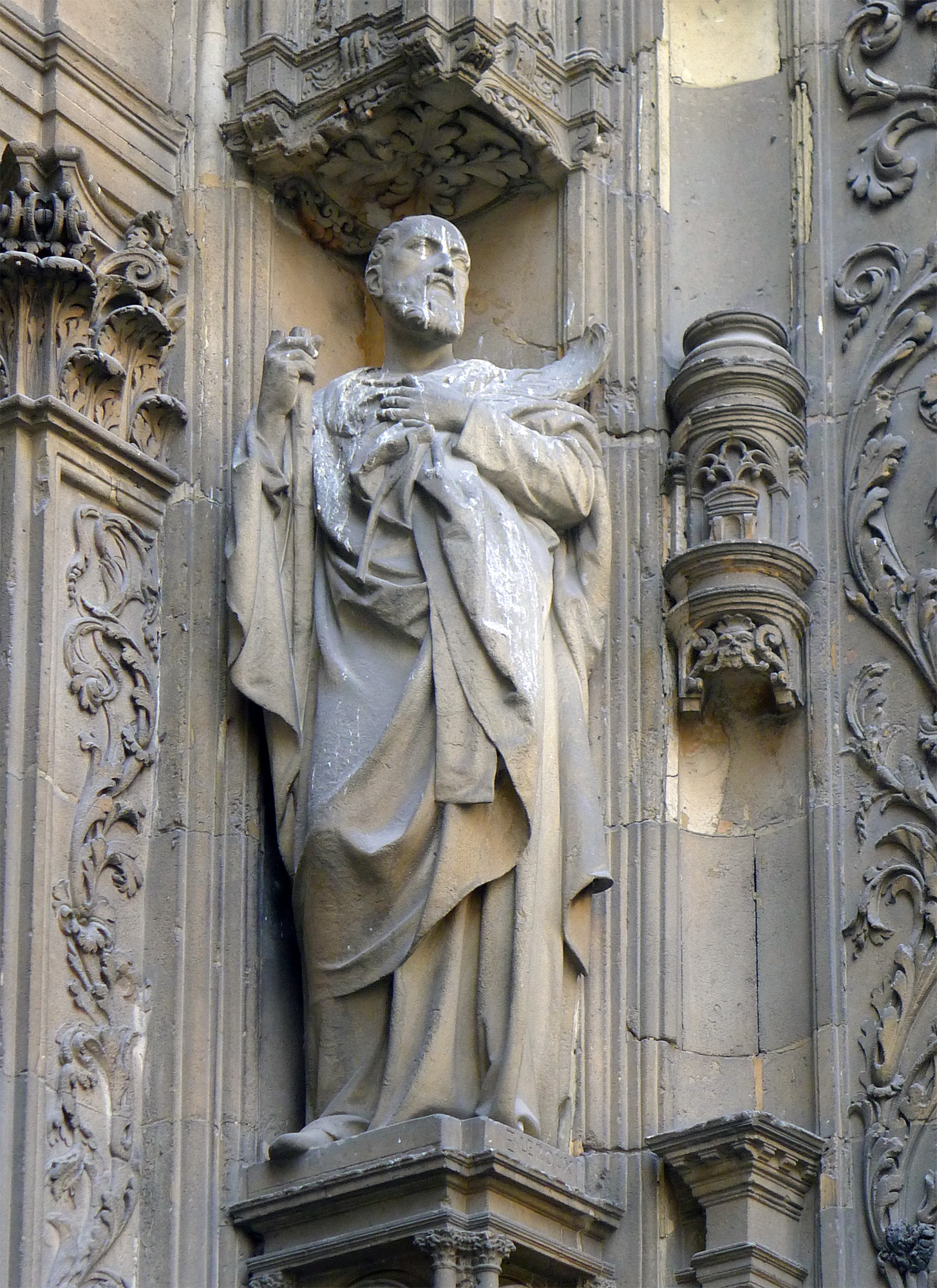
Statue de saint Denis.

## Pour approfondir